# Varans naturreservat
Varans naturreservat ligger i Götene kommun i Västra Götalands län.
Området ligger vid Vänern väster om Forshemsviken, norr om orten Götene. Det är 430 hektar stort vari ingår 200 hektar skog och 230 hektar fågelrik skärgård med ett flertal öar. Det är skyddat sedan 2012.
Skogen innehåller mest gammal tall- och granskog. Där finns en rik växt- och svampflora vilket till viss del beror på den speciella berggrunden i området, så kallad grönsten. Denna är ovanlig i Skaraborg och är kalkrik. Därför kan man finna över 100 sällsynta svampar där, bland annat gyllenspindling, blekspindling, fyrflikig jordstjärna och vit vedfingersvamp.  
Skärgården rymmer ett rikt fågelliv.  
Området ingår i EU:s ekologiska nätverk av skyddade områden, Natura 2000.